# Akihabara

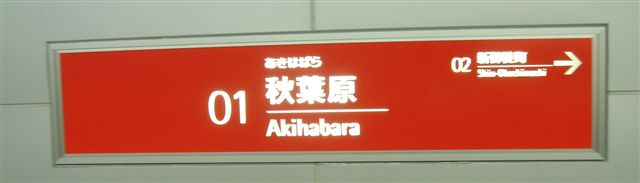
Akihabara eindstation van de Tsukuba express

Akihabara (Japans: 秋葉原) is de elektronicawijk in Tokio, Japan en is gelegen op minder dan vijf minuten vanaf Tokio Centraal Station in de zakenwijk Marunouchi. De naam wordt door lokale bewoners soms verkort tot Akiba. Hoewel er een officiële plaats met de naam Akihabara, een wijk van Taito, nabijgelegen is, staat het gebied bij de meeste mensen als Akihabara (met inbegrip van het gelijknamige Japan Railways-spoorwegstation) bekend, maar is feitelijk gelegen in Soto-Kanda, een wijk in Chiyoda. Akihabara is het meest bekend als een van de grootste winkelgebieden ter wereld voor elektronische, computer-, anime- en otakugoederen, met inbegrip van zowel nieuwe als gebruikte goederen. Nieuwe producten treft men meestal aan in de belangrijkste (hoofd)straat, Chuo Dori en gebruikte producten van alle categorieën (software, hardware, en troep galore) in de achterafstraten van Soto Kanda 3 chome.

## Steekpartij 2008
In juni 2008 kwam Akihabara in het nieuws nadat een 25-jarige man 17 mensen neerstak, waarvan er 7 overleden.

## Otakucultuur
De Otakucultuur in Akihabara is vrij bekend. Vele mensen houden er een levensstijl op na, gericht op technologische ondernemingen en met een voorliefde voor anime, dat hen tot buitenstaanders in andere facetten van de Japanse maatschappij heeft gemaakt.
Otaku kunnen bijeenkomen en aldus vervreemding te vermijden die hen door anderen, die hun specifieke interesses niet delen, wordt opgelegd. De aanwezigheid van een dergelijk vruchtbaar "geeky"-gedrag heeft geleid tot Akihabara, dat als het mekka van soorten voor otaku wordt gezien.

## Fotoimpressie

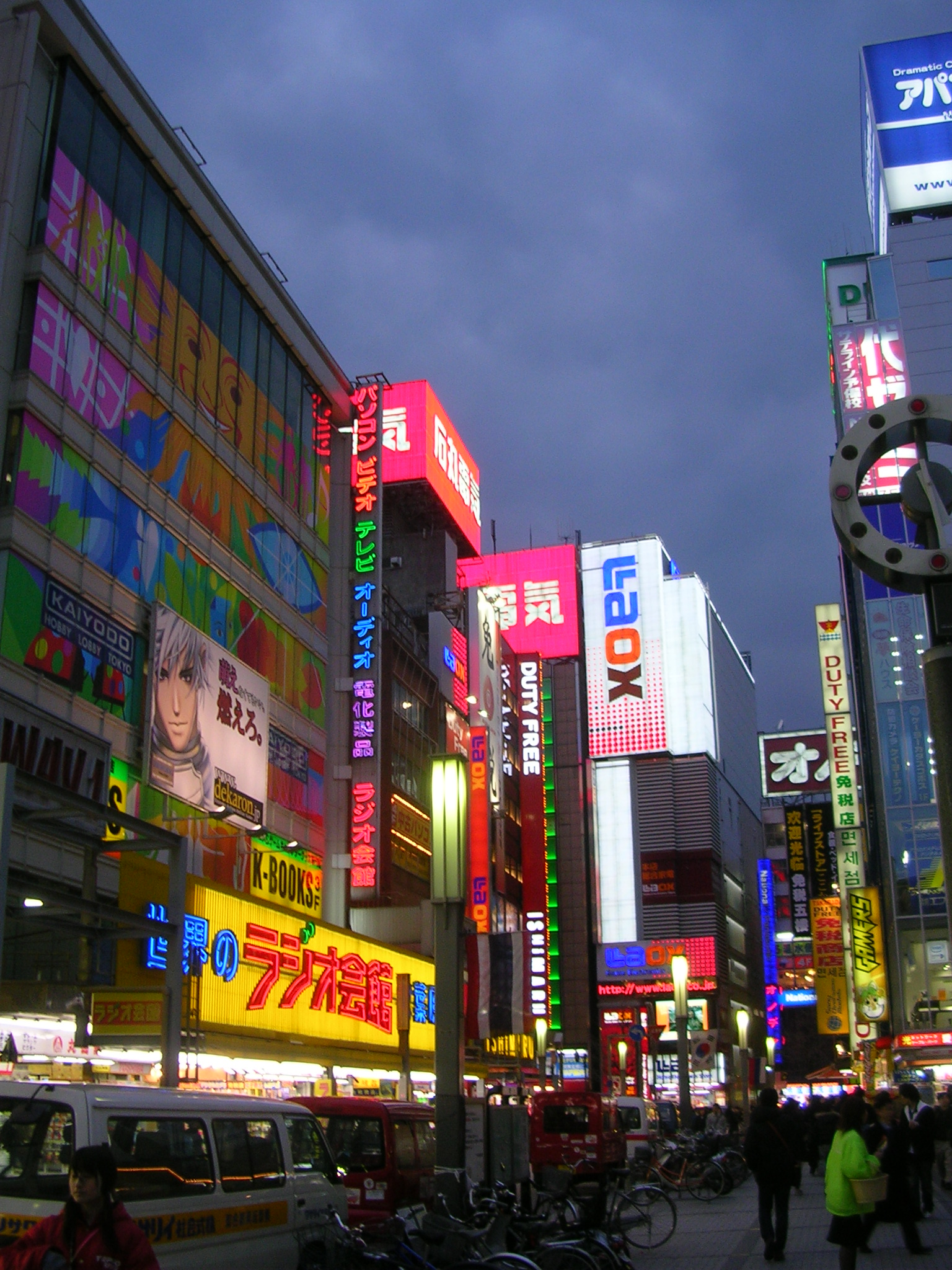
Warenhuizen vol met elektronica.
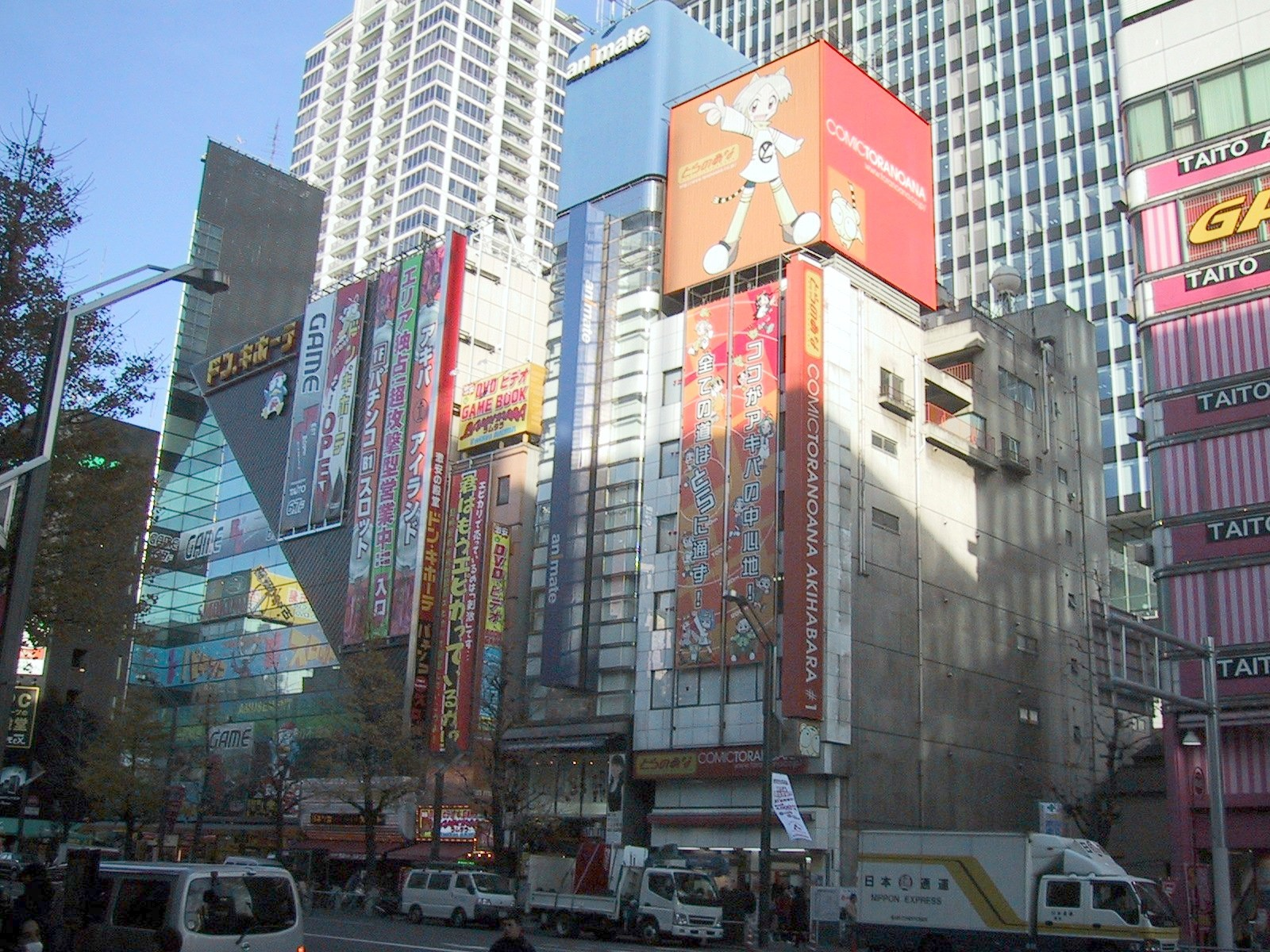
Megawinkels vol manga en anime.
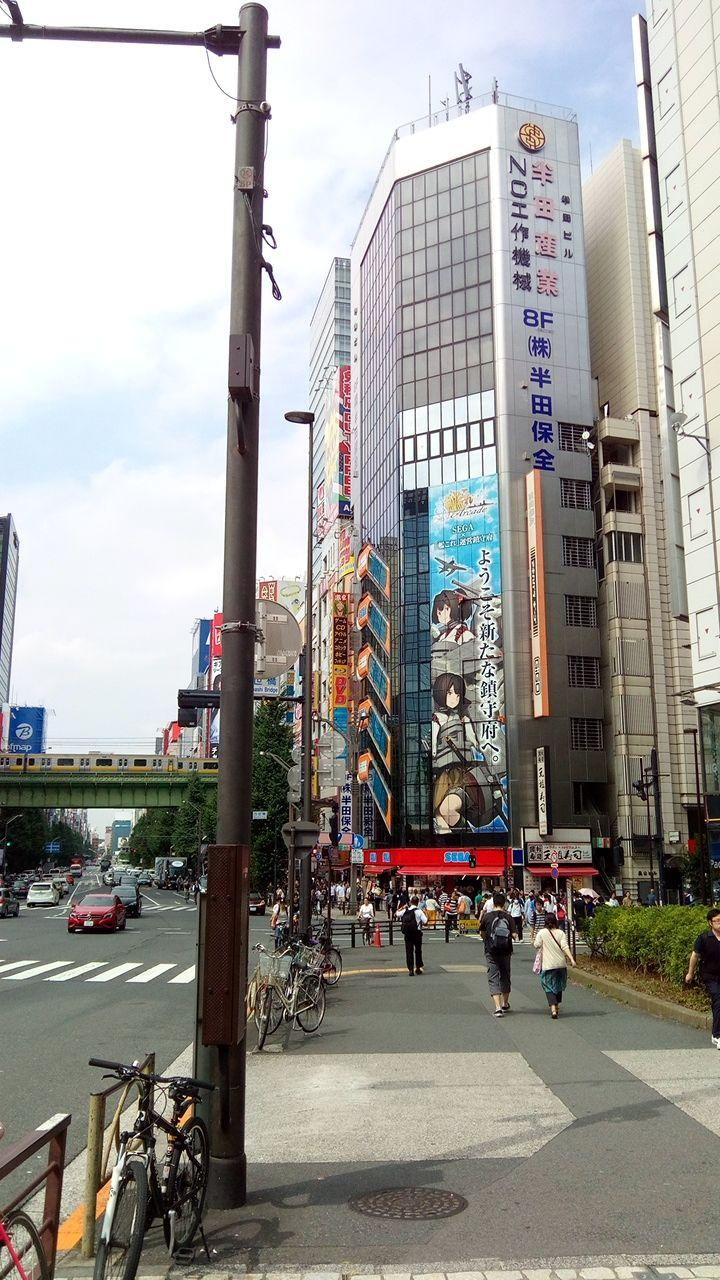
Een van de verschillende speelhallen in het district (hier: Sega speelhal).
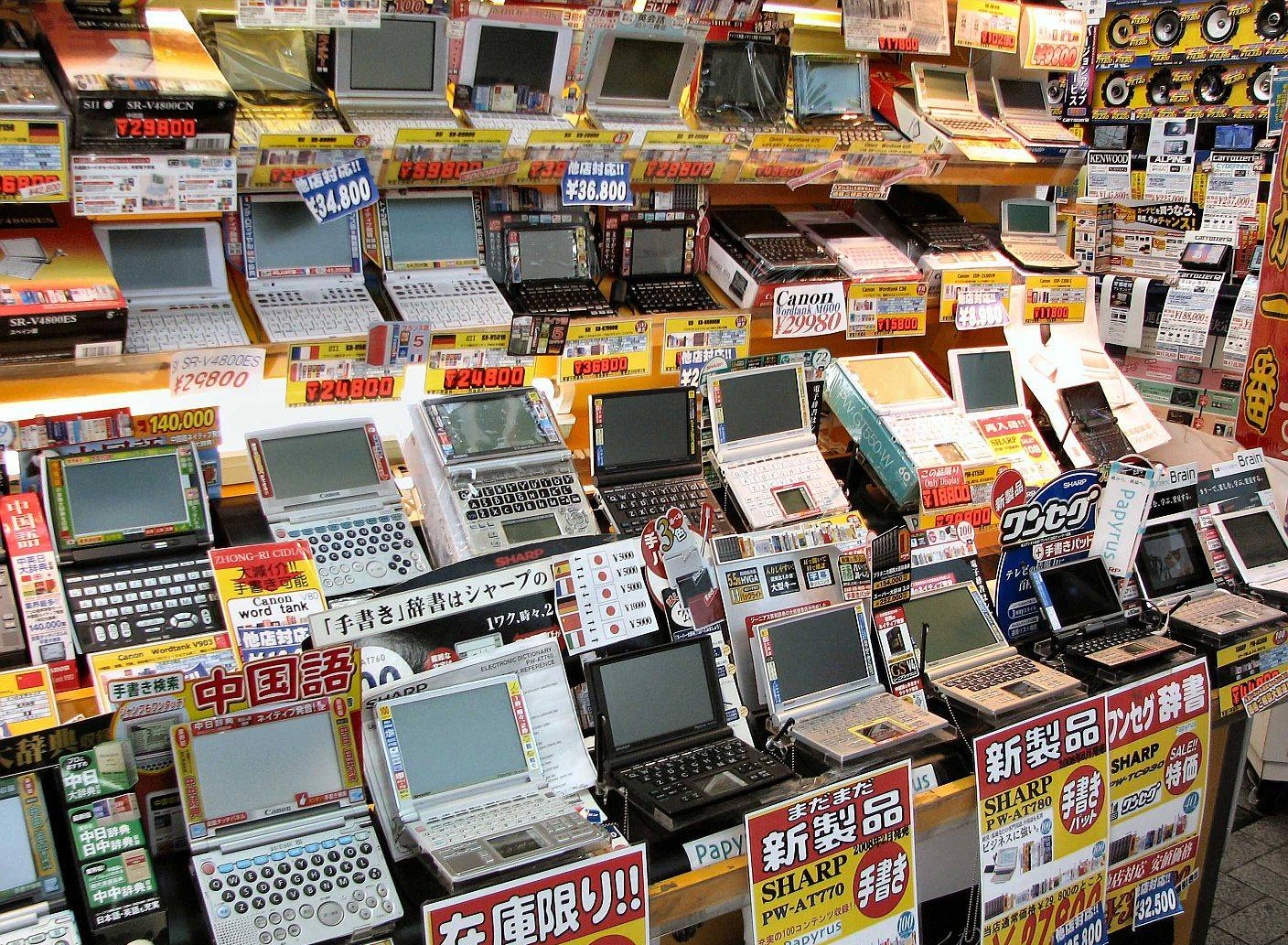
Aanbiedingen gadgets veelal met 'schreeuwerige' reclameborden (hier: elektronische woordenboeken).
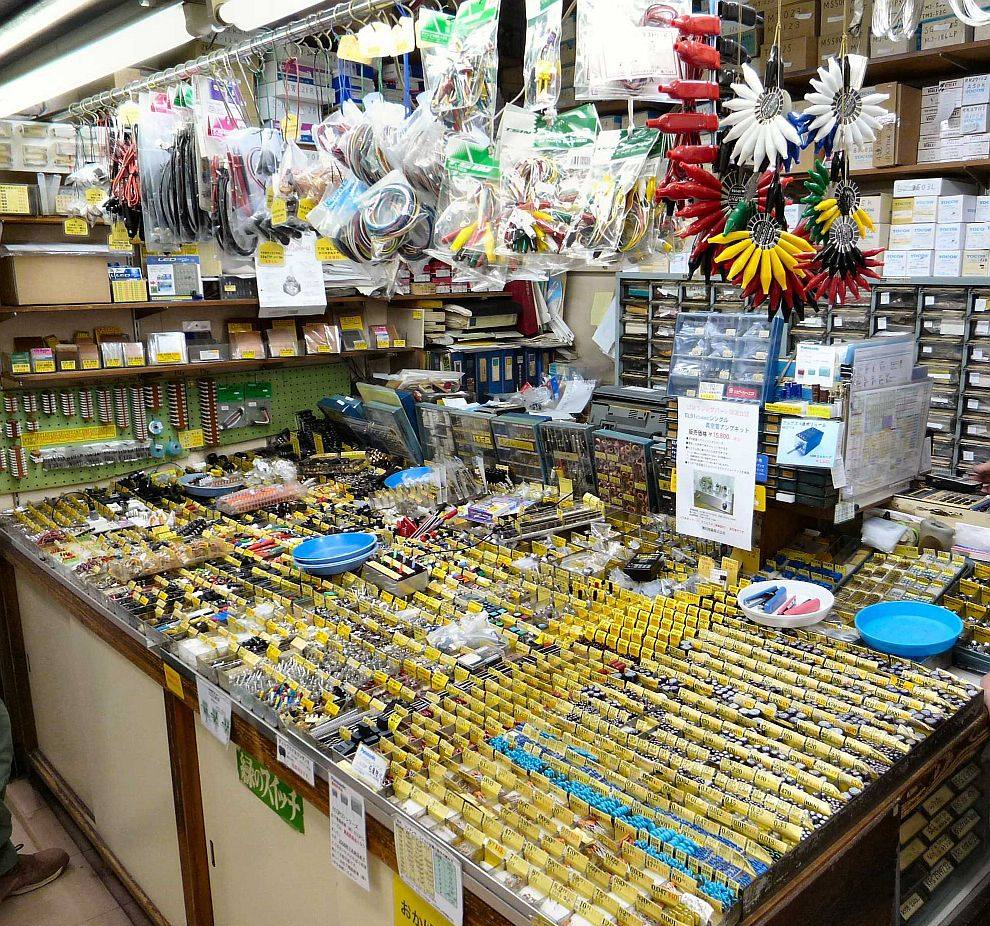
Winkel met elektronicaonderdelen.
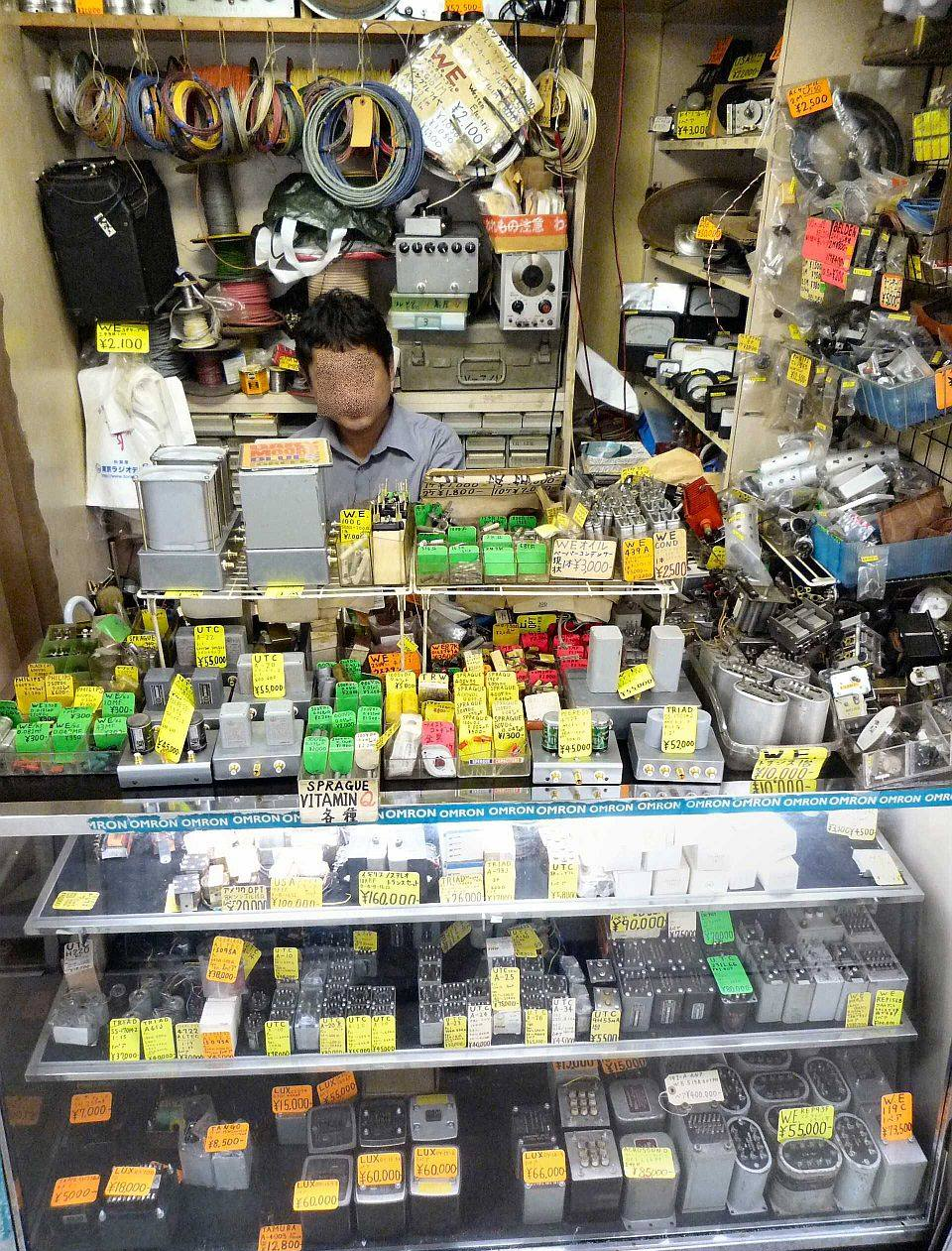
Gespecialiseerd winkeltje in elektronicaonderdelen. (Veel van deze winkeltjes zijn samengebracht in grotere 'winkels' met meerdere verdiepingen.)
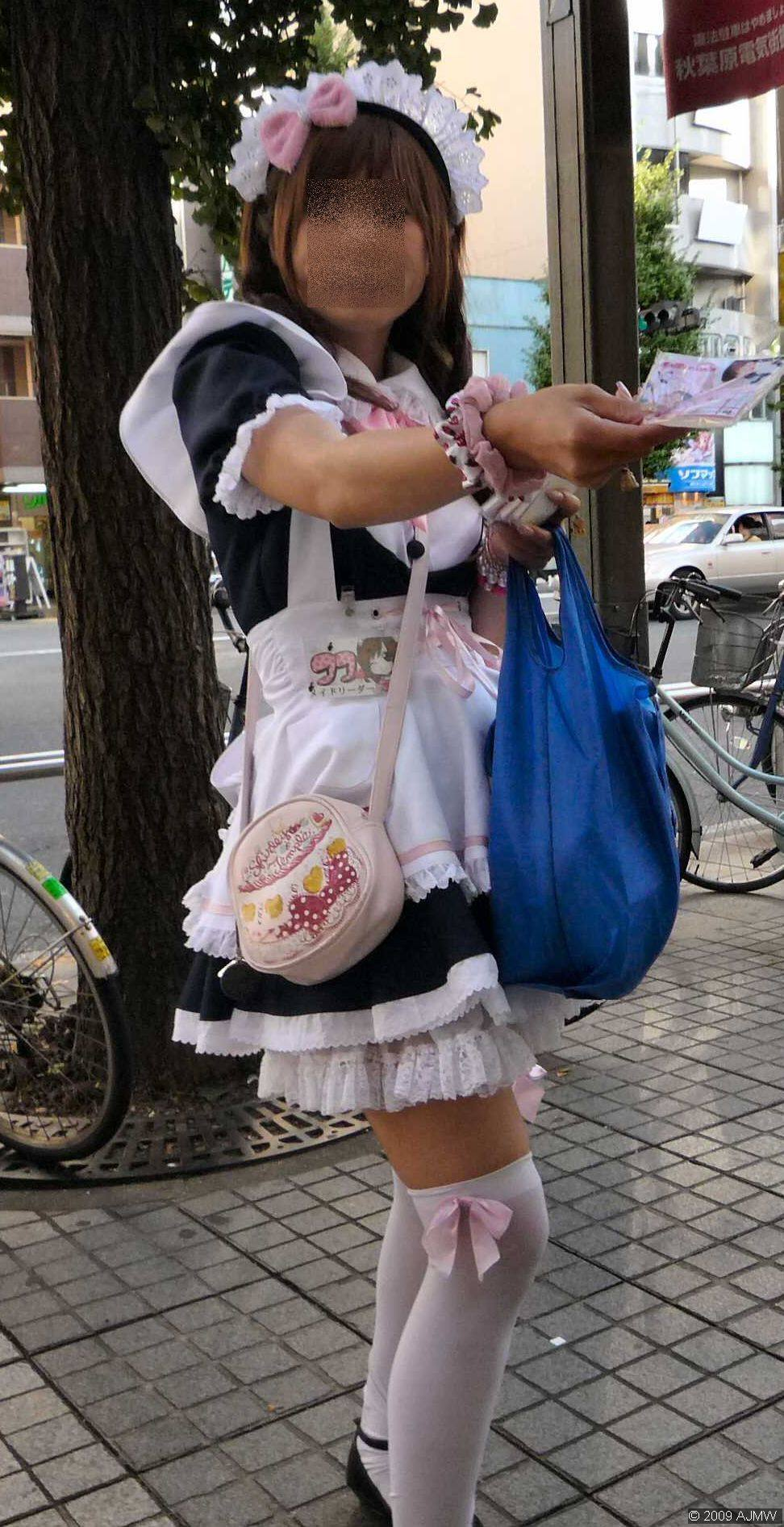
Zogenaamde 'Akihabara maid'; veelal in fantasie 'werksteruniform' uitgedost meisje dat pamfletten voor de lokale handel of activiteiten op straat uitdeelt.